# NER-Klasse Z
Die Dampflokomotiven der Klasse Z der britischen North Eastern Railway (NER) waren für den Schnellzugverkehr vorgesehene Lokomotiven der Achsfolge 2’B1’ (Atlantic). Insgesamt wurden 50 Stück dieser mit einem Dreizylinder-Triebwerk ausgerüsteten Maschinen nach einem Entwurf von Sir Vincent Raven, dem Chief Mechanical Engineer (CME) der NER, für den Einsatz vor hochwertigen Schnellzügen auf der East Coast Main Line (ECML) in den Jahren zwischen 1911 und 1918 beschafft. Die London and North Eastern Railway (LNER), in der die NER 1923 aufgegangen war, ordneten die Lokomotiven als Klasse C7 in ihren Bestand ein. Nach Einführung der neuen LNER-Klasse A1 mussten die C7-Lokomotiven schrittweise auch Leistungen auf Nebenfernstrecken im LNER-Netz übernehmen, in späteren Jahren auch vor Schnellgüterzügen. Sie wurden ab 1942 schrittweise aus dem Dienst genommen. 14 Lokomotiven kamen 1948 noch zu British Railways, wurden aber bis Dezember des gleichen Jahres ausgemustert. Alle Lokomotiven wurden bald nach ihrer Abstellung verschrottet, es blieb keine erhalten.

## Geschichte
Eine wichtige Strecke des NER-Netzes war der Abschnitt der East Coast Main Line (ECML) zwischen Doncaster und Berwick-upon-Tweed. Die schweren Expresszüge zwischen London und Schottland forderten seit etwa 1900 immer leistungsfähigere Lokomotiven, die auch für den im Besitz der North British Railway (NBR) stehenden Abschnitt nördlich von Berwick geeignet waren, auf dem die NER das Recht der Lokomotivstellung hatte. Raven, der 1910 Chefingenieur der NER geworden war, setzte hier die Arbeit seines Vorgängers Wilson Worsdell fort, der einige Jahre bei der amerikanischen Pennsylvania Railroad gearbeitet hatte und daher Vertreter einer „Big Engine Policy“ war. Worsdell hatte mit der NER-Klasse V die bislang leistungsfähigste Atlantic und mit der NER-Klasse S die ersten für den Personenverkehr vorgesehenen Ten-Wheeler in Großbritannien eingeführt. Er hatte zudem erfolgreich Dreizylinderantriebe eingeführt.
Raven führte zunächst die auf Vorarbeiten Worsdells basierenden Tenderlokomotiven der NER-Klasse A7 ein, deren Dreizylinderantrieb sich bewährte. Im August 1910 erhielt er daher die Genehmigung zum Bau von 12 Dreizylinder-Expresszuglokomotiven. Im Oktober 1910 entstanden die ersten Zeichnungen, zu dieser Zeit wurde die geplante neue Klasse noch als V2 bezeichnet. Die North British Locomotive Company baute 1911 die ersten 20 Stück, die nun als Klasse Z in den Bestand der NER aufgenommen wurden. Überhitzer waren zu diesem Zeitpunkt noch nicht allgemein als sinnvoll anerkannt, zu Erprobungszwecken stattete die North British daher die Hälfte der Lokomotiven mit Überhitzern aus, während die übrigen herkömmliche Nassdampflokomotiven waren. Die Vorteile des Überhitzers der Bauart Schmidt zeigten sich rasch und bis 1915 wurden die zehn Nassdampflokomotiven entsprechend nachgerüstet. Alle weiteren Lieferungen kamen ab 1914 von den NER-eigenen Werkstätten in Darlington und erhielten von Beginn an Schmidt-Überhitzer. Eingesetzt wurden sie von der NER vor allem vor den Expresszügen auf der ECML zwischen York und Edinburgh. Die NER stationierte sie in den Depots York, Haymarket (in Edinburgh), Neville Hill (bei Leeds) und in verschiedenen Depots in Tyneside, bspw. in Gateshead.
1923 kamen alle Lokomotiven der Klasse Z in den Bestand der LNER, in der die NER infolge des Railways Act 1921 aufgegangen war. Sie wurden nunmehr als C7 bezeichnet und zunächst weiterhin zusammen mit den anderen NER-Atlantics in ihren bisherigen Diensten eingesetzt. Die Stationierung der neuen Raven-Pacifics in Gateshead nahm den dortigen C7 ihre wichtigsten Dienste, das Depot gab daher einige Maschinen nach York und Neville Hill ab. Ab 1924 kamen die Maschinen auch südlich von York bis nach London King’s Cross zum Einsatz, vor allem vor Sonderleistungen. Die Einführung der neuen A1 verdrängte die Atlantics in den Folgejahren auf Nebenfernstrecken im Netz der LNER. Sie übernahmen so etwa Leistungen auf der Strecke zwischen Newcastle und Carlisle und zwischen York und Hull sowie Scarborough. Zu ihren Einsatzgebieten zählte nun auch der Güterverkehr, sie bespannten so schnelle Güterzüge auf der ECML, bspw. zum Transport von Fischen von schottischen und nordenglischen Häfen nach London. Ende der 1930er Jahre wurden sie jedoch von den neuen Prairies der LNER-Klasse V2 allmählich auch aus diesen Diensten verdrängt.
Die Ausmusterung der Klasse C7 begann 1942. Zum 1. Januar 1948 ging die LNER infolge des Transport Act 1947 in den staatlichen British Railways (BR) auf. Zu diesem Zeitpunkt zählten noch 14 Lokomotiven der Klasse zum Bestand. Ihre neuen BR-Betriebsnummern erhielten sie jedoch nur noch auf dem Papier, umgezeichnet wurde keine mehr. Die letzten Maschinen, die mit einer Ausnahme zu den neueren, ab 1914 in Darlington gebauten Exemplaren zählten, wurden bis Dezember 1948 ausgemustert. Bereits im Januar 1949 wurde die letzte Maschine verschrottet, es blieb keine erhalten.

## Technik
Technisch entsprachen die mit Blechrahmen ausgerüsteten Maschinen der Klasse in vielen Punkten dem damaligen Stand der Lokomotivtechnik in Großbritannien. Weniger verbreitet war jedoch die Ausführung als Dreizylinderlokomotiven, dies führte im Vergleich mit den zuvor durch die NER beschafften Atlantics zu einer größeren Laufruhe. Alle drei Zylinder wurden dabei in einem gemeinsamen Gussstück hergestellt. Die Kurbelzapfen der auf die erste Kuppelachse wirkenden Zylinder waren jeweils um 120° versetzt. Alle drei Zylinder erhielten separate Stephenson-Steuerungen. Die zunächst gelieferten Nass- und Heißdampfversionen erhielten leicht abweichende Zylindergrößen, die Nassdampflokomotiven besaßen lediglich 394 mm (15.5 in) Durchmesser, verglichen mit 420 mm (16.5 in) der Heißdampfversion. Letztere besaßen zudem einen niedrigeren Kesseldruck. Mit dem Umbau auf Heißdampf wurden die Zylindergrößen angepasst, zudem wurde der Kesseldruck aller Maschinen auf 1,2 kPa (175 PSi) angehoben. Die Schmidt-Überhitzer wurden ab 1931 durch solche der Bauart Robinson ersetzt. Die letzte, 1918 gelieferte Lokomotive erhielt versuchsweise Gleichstromzylinder der Bauart Stumpf. Sie war rund 2,5 t schwerer als die Serienausführung. Die Gleichstromzylinder scheinen sich zumindest als betriebstauglich bewährt zu haben, da die Maschine bis 1934 damit eingesetzt wurde.

## Umbauten
LNER-Chefingenieur Nigel Gresley verwendete einige der Atlantics für die Erprobung diverser neuartiger Bauteile. Die Lokomotive 2163 erhielt Speisewasservorwärmer der aus Österreich stammenden Bauart Dabeg, die Lokomotiven 2206 und 728 solche der in Frankreich verbreiteten Bauart ACFI, die jedoch alle spätestens zu Anfang des Zweiten Weltkriegs zur Vermeidung von Unterhaltungsproblemen wieder entfernt wurden.
Zwei Maschinen, die Lokomotiven 727 und 2171, wurden von Gresley 1931 mit Boostern ausgestattet, um die Notwendigkeit von Vorspannlokomotiven vor den schweren Expresszügen der ECML zu reduzieren. Die Nachlaufachse wurde dabei mit der ersten Tenderachse in einem Drehgestell zusammengeführt, was zu der Achsfolge 2’Bb’2’ führte. Tender und Lokomotive waren damit nur noch in der Werkstatt trennbar. Um eine neue Achsfolgenbezeichnung zu vermeiden, wurden die beiden Boosterachsen formell weiterhin der Lokomotive bzw. dem Tender zugeordnet und die Lokomotiven damit weiterhin als Atlantics mit der Klassenbezeichnung C9 geführt. Sie erwiesen sich nach diversen Anpassungen zwar als leistungsfähiger, die Verwendung des Boosters erforderte jedoch dafür geschulte Personale, unerfahrene Personale verwendeten den Boosterantrieb oft so, dass er ohne Effekt blieb. Nachdem zudem mit den neuen Pacifics der LNER-Klasse A4 leistungsfähigere Maschinen zur Verfügung standen, wurden beide Lokomotiven im Winter 1936/37 wieder in die Ursprungsversion zurückgebaut.
1933 erhielt die Lokomotive 732 eine Lentz-Ventilsteuerung, ein Jahr später wurde auch die bislang mit Gleichstromzylindern ausgerüstete Maschine mit der Nummer 2212 mit dieser Steuerung ausgestattet, wobei sie zugleich herkömmliche Zylinder erhielt. Die Steuerungen der beiden Maschinen mit rotierenden Nockenwellen waren baugleich mit denen der Klasse D49/2 der LNER. Sie wurden seitdem in der Unterklasse C7/2 geführt, die übrigen Lokomotiven der Ursprungsausführung als C7/1. Seine 1937 entwickelten Planungen zum Umbau der Stephenson-Steuerungen der drei Zylinder auf seine patentierte Gresley-Steuerung mit Ableitung der Innenzylinder-Ansteuerung über Hebel von den Walschaerts-Steuerungen der Außenzylinder verfolgte Gresley nicht weiter, da ein Umbau kostenintensiv geworden wäre und inzwischen mit der neuen LNER-Klasse V2 die Ablösung der C7 vor den ihnen verbliebenen schnellen Güterzügen möglich wurde.